# Takanamat
Takanamat è un comune rurale del Niger facente parte del dipartimento di Tahoua nella regione omonima.